# ドイツ社会主義共和国
ドイツ社会主義共和国（ドイツしゃかいしゅぎきょうわこく、ドイツ語 : Sozialistische Republik Deutschland）は、第一次世界大戦の混乱の中発生した、ドイツ革命期に共産主義者のカール・リープクネヒトが、ドイツ皇帝の宮殿であったベルリン王宮から「ドイツ自由社会主義共和国宣言」をしたことによって一時的に樹立された国家である。以下の説明によりドイツ自由社会主義共和国とも言う。

社会主義・共産主義を示す赤旗

ドイツ社会主義共和国
Sozialistische Republik Deutschland

## 概要
ドイツ革命期に労働者や市民は首都ベルリンでゼネストを起こした。混乱の中、バイエルン国王ルートヴィヒ3世などのドイツ諸侯の君主は退位した。また、11月9日朝には帝国宰相バーデン大公子マクシミリアンがヴィルヘルム2世の同意を得ることなくヴィルヘルム2世のドイツ皇帝およびプロイセン王からの退位を発表した。しかし、ベルリンでは複数のレーテが結成され、それに乗じてスパルタクス団の指導者カール・リープクネヒトが「ドイツ社会主義共和国」の樹立を宣言しようとした。その情報を得た社会民主党のフィリップ・シャイデマンは、リープクネヒトを出し抜いて1918年11月9日午後2時頃に国会議事堂で共和国の樹立を宣言した（ドイツ共和国宣言）。これは社会民主党から承認を得ることなくシャイデマンの独断で行われたものであり、あくまで君主制を維持するつもりであった社会民主党共同党首で臨時帝国宰相のフリードリヒ・エーベルトからは叱責を受けた。

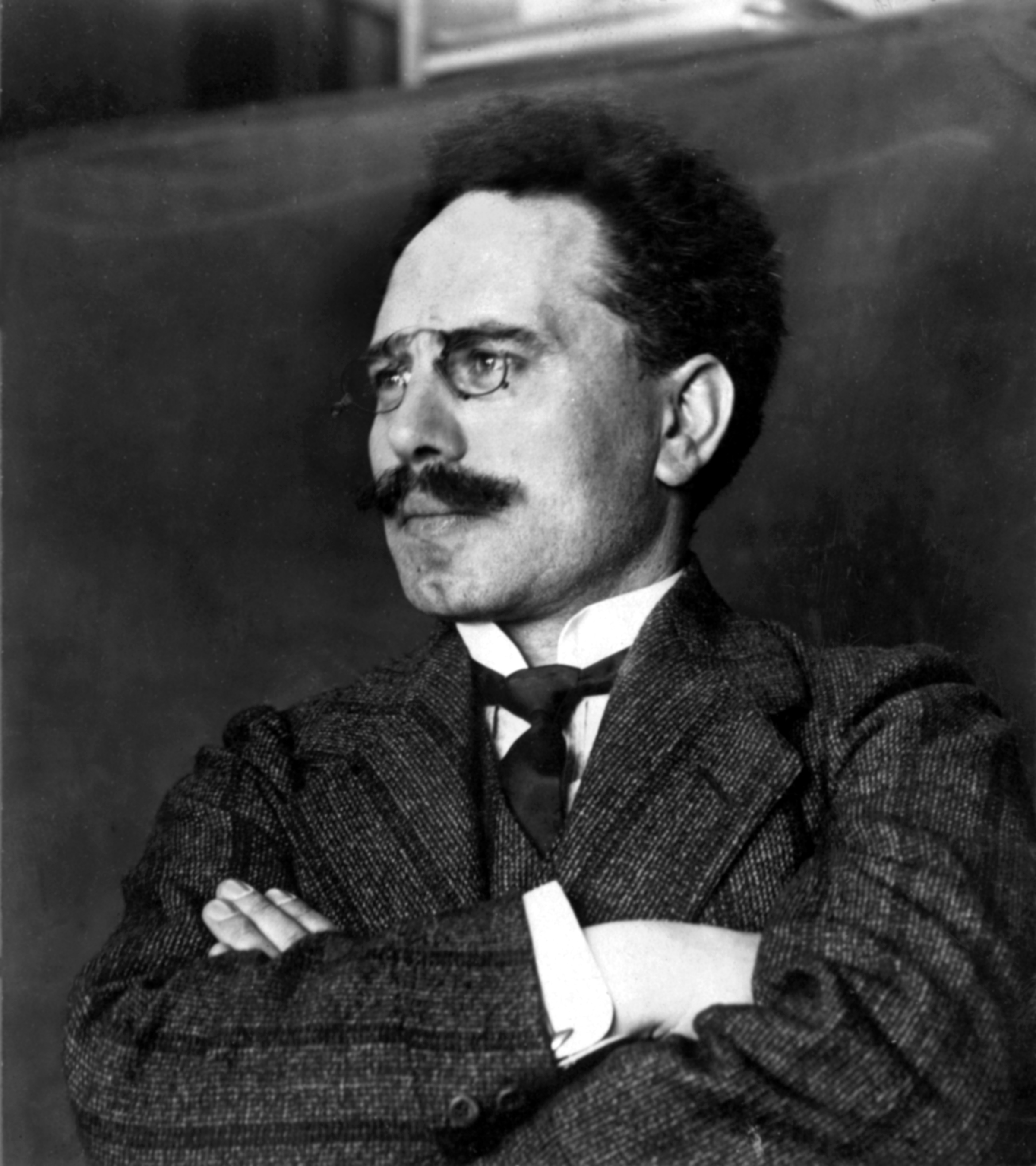
カール・リープクネヒト

1918年11月9日、シャイデマンによる共和国宣言から遅れること2時間後の午後4時頃、リープクネヒトは旧ドイツ皇帝の宮殿だったベルリン王宮のバルコニーから「ドイツ社会主義共和国」の樹立を宣言した。しかし、シャイデマンに先んじられてしまっていたこともあって支持者は少なかった。
その後、リープクネヒトは1918年の大晦日にスパルタクス団を改名して新たにドイツ共産党を創設した。続いて1919年1月に共和国政府に対して武装蜂起（スパルタクス団蜂起）したが、社民党と結びつき鎮圧に当たった反革命義勇軍（ドイツ義勇軍）により同志のローザ・ルクセンブルクと共に殺害された。その後彼らの遺体は川に投げ捨てられた。

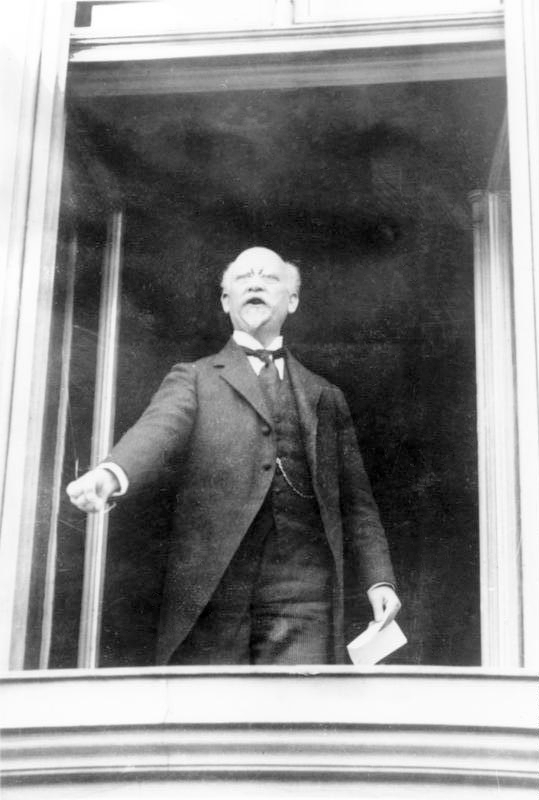
ドイツ共和国の樹立を宣言するシャイデマン

ドイツ国大統領となったエーベルトは1919年8月11日にヴァイマル憲法に調印し、8月14日に公布・施行した。これにより、「ドイツ共和国」が正式に樹立された。またこれに伴い「ドイツ社会主義共和国」は実体を伴わないまま消滅した。
ヴァイマル共和政期の間、スターリン主義的に変質した党内体制による指導の混乱もあってドイツで労働者階級の革命、即ち社会主義体制の成立が訪れることはなかったが、第二次世界大戦後にドイツ共産党とドイツ社会民主党が合併し創設されたドイツ社会主義統一党が、ソビエト連邦の衛星国として建国されたドイツ民主共和国の一党独裁政党となりドイツの東側を支配した。